# 베트남어 점자
베트남어 점자(Màn hình chữ nổi)는 베트남어를 표기하는 데 쓰는 점자이다. 기본 라틴 문자는 영문 점자와 동일하고, 베트남어에서 추가한 문자와 성조 기호가 추가되어 있다. 영문 점자와 같이 문자 하나는 하나 이상의 점자에 대응하되, 성조 기호는 모음 바로 앞에 붙인다.

## 추가된 기호

### 문자
| 문자 | â | ă | ê | ô | ơ | ư | đ |
| 점자 | ⠡ | ⠜ | ⠣ | ⠹ | ⠪ | ⠳ | ⠙ |

### 성조기호
| 성조 | 1      | 2 | 3 | 4 | 5 | 6 |
| 점자 | (없음) | ⠔ | ⠰ | ⠢ | ⠤ | ⠠ |

## 예제
| 베트남어 | 점자              |
| -------- | ----------------- |
| Màn      | ⠨ · ⠍ · ⠰ · ⠁ · ⠝ |
| hình     | ⠓ · ⠰ · ⠊ · ⠝ · ⠓ |
| chữ      | ⠉ · ⠓ · ⠤ · ⠳     |
| nổi      | ⠝ · ⠢ · ⠹ · ⠊ · ⠲ |

## 같이 보기
- 점자